# Axel Honneth
Axel Honneth (Essen, 18 juli 1949) is een Duits filosoof en professor aan zowel de universiteit van Frankfurt en de Columbia-universiteit. Van 2001 tot 2018 was hij ook de directeur van het Institut für Sozialforschung in Frankfurt am Main. 
De centrale thematiek in het werk van Honneth is politieke filosofie en ethiek en draait rond concepten zoals macht, erkenning en respect. Een van zijn centrale stellingen is dat erkenning een centrale plaats moet innemen in elke analyse van sociaal gedrag en conflicten. Hij wordt gezien als een van de voornaamste hedendaagse vertegenwoordigers van de kritische theorie.